# Palazzo Vescovile (Massa Marittima)
Il Palazzo Vescovile è uno storico edificio situato a Massa Marittima, nella provincia di Grosseto, in Toscana.
L'edificio si trova nella centrale piazza Garibaldi, nel terziere di Cittavecchia, ed è posizionato sulla destra della cattedrale di San Cerbone.

## Storia
Nacque in epoca medievale come residenza del vicario del podestà e divenne poi la sede dell'Opera di San Cerbone. Dal 1603 è utilizzato come residenza del vescovo. Ha subito un'importante ristrutturazione alla fine del XIX secolo e nuovamente nel 1913.
Sul lato posteriore dell'edificio, per volere del vescovo Angelo Comastri, è stato realizzato nel 1992 l'affresco raffigurante la Predica di San Bernardino dell'artista Giampaolo Talani.